# قناة القارة

قناة القارة هي قناة فضائية تهتم بشؤون القارة الإفريقية وتبث بثلاثة لغات الفرنسية والإنجليزية والعربية. مقرها باريس.

## المصدر
1. ↑  الموقع الرسمي نسخة محفوظة 08 مايو 2014 على موقع واي باك مشين.